# Get a Guitar
Get a Guitar es el álbum sencillo del grupo masculino surcoreano Riize. Lanzado el 4 de septiembre de 2023 por SM Entertainment a través de Kakao Entertainment, el álbum sencillo consta de dos pistas, "Memories" y la canción principal del mismo nombre, que fueron lanzadas para promocionar el álbum sencillo el 21 de agosto y el 4 de septiembre respectivamente.

## Antecedentes
SM Entertainment anunció en mayo de 2023 que debutarán con su nuevo grupo masculino, siete años después del debut de NCT, con el anuncio de que los exmiembros de NCT, Shotaro y Sungchan, se retirarían del grupo para unirse a la alineación y los miembros de SM Rookies, Eunseok y Seunghan, harían su debut. El 1 de agosto, el sello reveló el nombre del grupo masculino de siete miembros "Riize", con tres miembros más: Wonbin, Sohee y Anton.
El 7 de agosto, SM anunció que Riize hará su debut con su primer álbum sencillo, Get a Guitar, cuyo lanzamiento está previsto para el 4 de septiembre de 2023. El álbum sencillo contendrá un total de 2 canciones, y se lanzó "Memories". como sencillo de prelanzamiento el 21 de agosto y la canción principal se lanzó en la misma fecha que el álbum.

## Composición
El sencillo de prelanzamiento, "Memories", es una canción con sonidos de sintetizador y guitarra, y una letra sobre cómo apreciar los recuerdos de prepararnos y practicar juntos mientras soñamos el mismo sueño. "Get a Guitar", tema que da título al álbum y sencillo debut oficial del grupo, es una canción con sintetizadores retro y ritmo de guitarra funky, cuya letra muestra el proceso de entenderse y empatizar unos con otros y convertirse en un equipo a través de la música, y al mismo tiempo, los miembros se reunieron en un lugar según el sonido de la guitarra, mientras transmitían el mensaje de que harán realidad sus brillantes sueños.

## Promoción
Riize comenzó el ciclo promocional de Get a Guitar asistiendo al KCON 2023 en Los Ángeles el 20 de agosto de 2023, donde interpretaron "Memories" y la presentación introductoria del grupo, "Siren". El grupo también interpretó "Memories" y "Siren" en la televisión nacional por primera vez en Inkigayo de SBS el 27 de agosto de 2023, una semana antes de su debut oficial.

## Recepción comercial
Antes de su lanzamiento el 4 de septiembre de 2023, se informó que Get a Guitar recibió 1,03 millones de ventas de pedidos anticipados, estableciendo un nuevo récord como el álbum debut con más pedidos anticipados de cualquier artista de SM, y convirtió a Riize en el primer artista de SM desde H.O.T. en 1996 vendió más de un millón de copias con su álbum debut.

## Lista de canciones
| N.º | Título         | Arreglos                          | Duración |  |
| 1.  | «Get a Guitar» | PhD                               | 2:40     |  |
| 2.  | «Memories»     | Kenzie, Ronny Svendsen, Pizzapunk | 2:58     |  |